# Декларація незалежності Ізраїлю

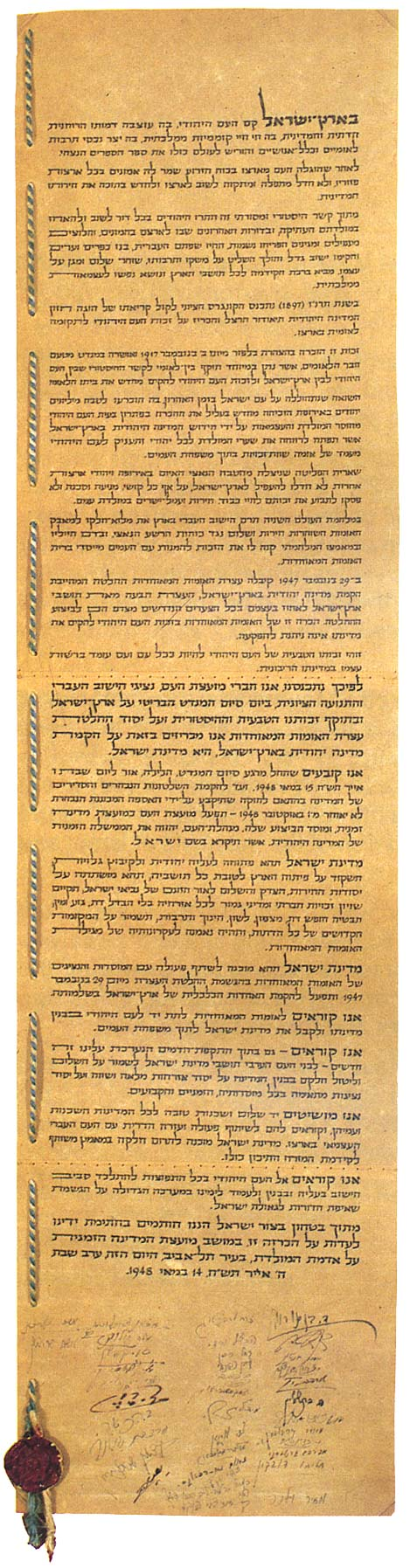
Текст декларації

Декларація незалежності Ізраїлю (івр. הכרזת העצמאות — Hakhrazat HaAtzma'ut або івр. מגילת העצמאות — Megilat HaAtzma'ut) — декларація, підписана 14 травня 1948 року (5 іяра 5708 року за єврейським календарем), за день до закінчення Британського мандату, що офіційно оголошувала створення нової єврейської держави — Держави Ізраїль — на території Британського мандату в Палестині, де в стародавні часи існували царства Ізраїль і Юдея та римська провінція Юдея. День підписання декларації зараз святкується як національне свято Ізраїлю — День незалежності Держави Ізраїль (івр. יום העצמאות).
| Прапор Ізраїлю | Це незавершена стаття про Ізраїль. Ви можете допомогти проєкту, виправивши або дописавши її. |